# Sass Jordan

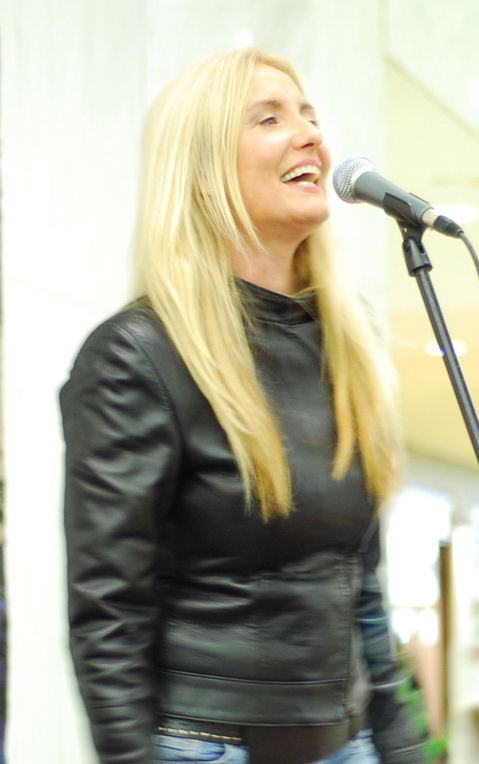
Sass Jordan

Sass Jordan (* 23. Dezember 1962 in Birmingham, Großbritannien) ist eine kanadische Rock- und Hardrock-Sängerin. Sie ist beeinflusst von Aerosmith und den Rolling Stones. Jordan ist Gewinnerin des kanadischen Musikpreises Juno Award und gemeinsam mit dem Musiker Brian Tichy Gründerin der Band S.U.N. (Something Unto Nothing).

## Biografie
Sarah Jordan veröffentlichte 1988 unter ihrem Künstlernamen Sass Jordan ihr Debütalbum Tell Somebody und gewann im Folgejahr den Juno Award in der Kategorie “Most Promising Female Vocalist of the Year.” Ihr kommerziell erfolgreichstes Album, Racine, erschien 1992. Im gleichen Jahr war sie Duettpartnerin von Joe Cocker, mit dem sie für den Soundtrack des Films Bodyguard das Lied Trust in Me aufnahm. Neben eigenen Alben arbeitete Jordan auch immer wieder mit anderen Künstlern zusammen, so unter anderem mit der Jeff Healey Band (1990), Jude Cole (1992), Stevie Salas (1995 & 2007) und Nikolo Kotzev (2001), außerdem beteiligte sie sich an der Metal-Oper Days of Rising Doom - The Metal Opera von Aina. Als Liedautorin arbeitete sie vor allem für Mariah Careys Alben Butterfly (1997) und The Adventures of Mimi (2007). Ihr bisher letztes Album als Solokünstlerin erschien 2010 unter dem Titel From Dusk ’Til Dawn.
2011 gründete Jordan mit Brian Tichy, der zu dieser Zeit Schlagzeuger bei Whitesnake war, die Band S.U.N. (Something Unto Nothing). Die Gruppe wurde durch Michael Devin (Bass) und Tommy Stewart (Schlagzeug) komplettiert, Tichy spielt in dieser Band Gitarre. Das Debütalbum der Gruppe erschien 2012, eine EP (Nomad) folgte im Frühjahr 2014.

## Diskografie (Auszug)
Solo
- Tell Somebody (1988)
- Racine (1989)
- Rats (1994)
- Present (1997)
- Sass Jordan’s Hot Gossip (2000)
- Rough & Tough (2002)
- Sass … Best of Sass Jordan (2003)
- Get What You Give (2006)
- Best of Sass - An Authorized Bootleg (2006)
- From Dusk ’Til Dawn (2010)
- Racine Revisited (2017)
- Rebel Moon Blues (2020)
- Bitches Blues (2022)[4]
- Live In New York Ninety-Four (2023)[5]

mit S.U.N.
- Something onto Nothing (2012)
- Nomad (EP, 2014)